# Trachytalis isabellina
Trachytalis isabellina är en insektsart som beskrevs av Fowler. Trachytalis isabellina ingår i släktet Trachytalis och familjen hornstritar. Inga underarter finns listade i Catalogue of Life.